# Игор Шрамка
Игор Шрамка (на словашки: Igor Šramka), с погрешно изписвана фамилия Срамка, е футболен съдия от Словакия.
Роден е в Чехословакия на 2 ноември 1959 г. Височина 178 см, тегло 76 кг.
Съдия е от 1 януари 1995 г. Ръководи първата си международна среща, когато играят Чехия и Финландия, на 8 март 1995 г. Ръководи мачове във висшата в страната Цоргон лига и мачове на ФИФА до навършването си на 45-годишна възраст през 2004 г. Член е на Сдружението на словашките футболни съдии.
Почива в болницата в Мартин, 4 дена след сърдечен удар по време на командировка в Жилински край, на 27 януари 2017 г. Траурната церемония е в Братиславския крематориум на 6 февруари с.г.